# Fortuna Huiusce Diei

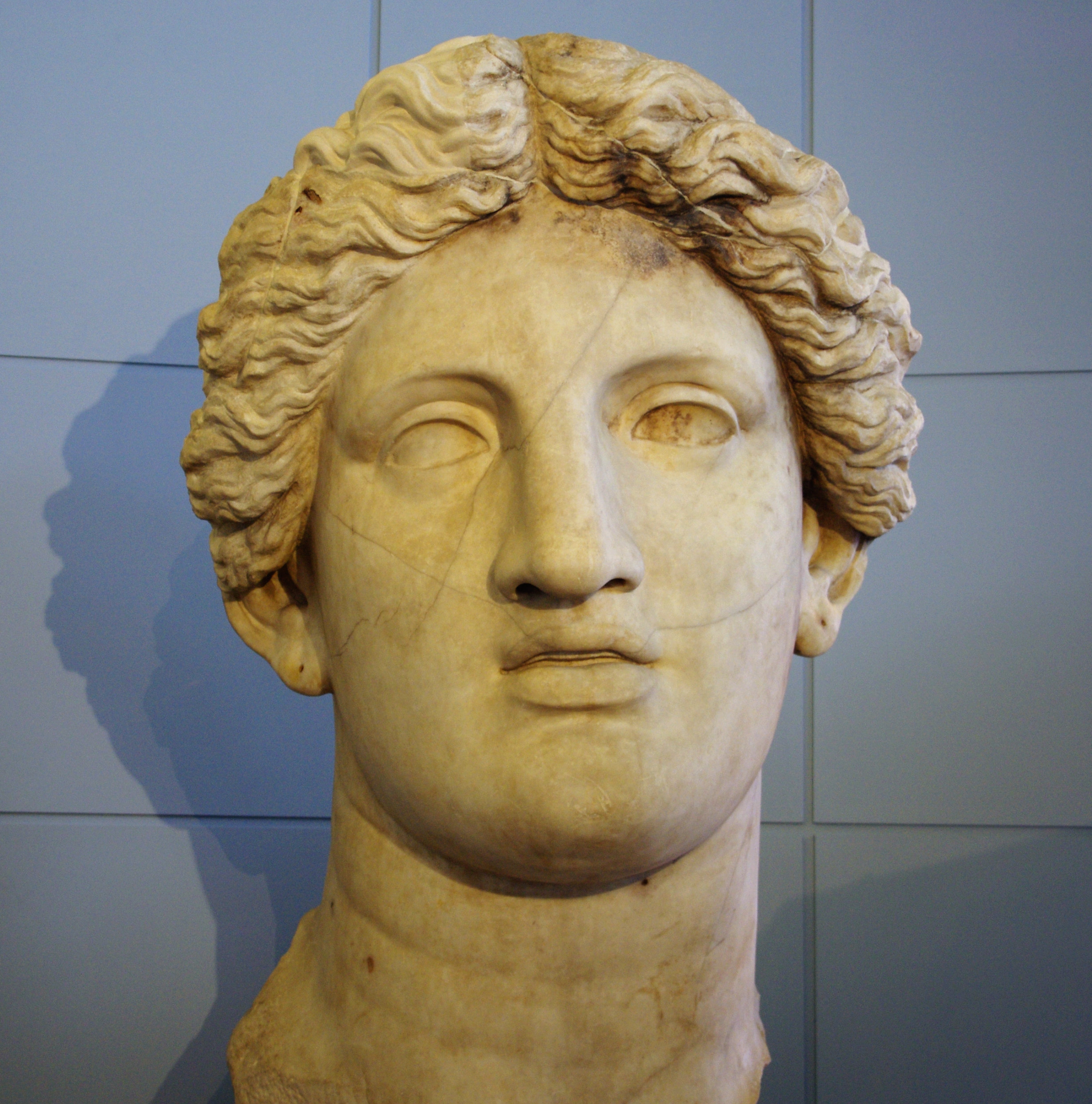
Cabeza de gran tamaño l que se cree que es la de la estatua de culto de Fortuna Huiusce Diei

Fortuna Huiusce Diei ("La fortuna de este día" o "La fortuna de hoy" ) era una forma o manifestación de la diosa Fortuna, conocida principalmente por su templo en el Área Sacra di Largo Argentina en Roma. Cicerón la incluye entre las deidades que deben ser veneradas en su estado ideal, porque "ella da poder cada día". Ella encarna así un aspecto importante del tiempo tal y como figura en la religión romana: cada día del año tenía una naturaleza distinta que los sacerdotes públicos eran responsables de conocer y dirigir a la comunidad por medio del calendario religioso .

## Templo

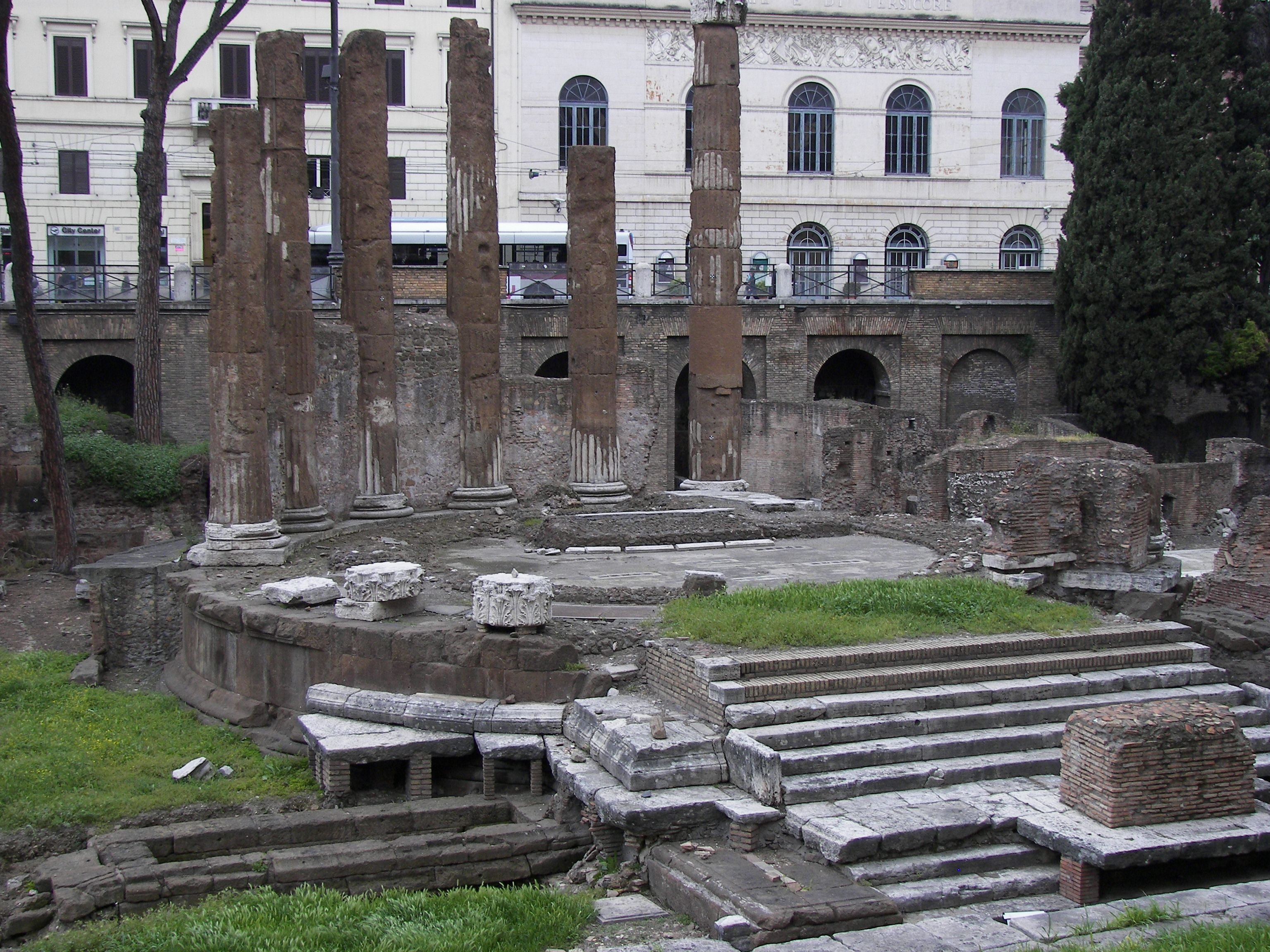
Ruinas del Templo de Fortuna Huiusce Diei (Templo B), Largo di Torre Argentina

El Templo de Fortuna Huiusce Diei en el Área Sacra fue un votum llevado a cabo por Q. Lutacio Cátulo en la Batalla de Vercelas en el 101 a. C. Es el único templo conocido de esta diosa, y probablemente el primero. Su fundación pertenece a un período de innovación religiosa, con nuevos épitetos (o títulos de culto) para las deidades romanas tradicionales, y una tendencia creciente a adoptar dioses importados, particularmente los de los griegos, a través de la interpretación teológica y artística. El mismo Cátulo era conocido por ser un amante de la cultura griega en su gusto por el arte y la poesía, y en cuestiones de estilo de vida. El diseño arquitectónico del templo refleja el sincretismo cultural: la frontalidad de su diseño del podio habría puesto el foco en la estatua de culto a la manera romana, pero algunos aspectos son helenísticos.
Coloquialmente, el templo era conocido como aedes Catuli, "templo de Cátulo", una indicación de cómo las obras públicas servían como monumentos a sus constructores. Al construir este templo y el pórtico conocido como Porticus Catuli, Cátulo competía con su co-comandante y colega consular Cayo Mario. Aunque los dos habían celebrado un triunfo conjunto, se convirtieron en acérrimos rivales políticos, y Cátulo sintió que Mario recibió unos méritos desproporcionados por el resultado de la guerra. Los edificios públicos eran una forma de "autopublicidad" en la competencia entre la élite gobernante de Roma. La elección de Fortuna como la deidad honrada por Cátulo vincula su autopresentación con la de Sila, quien sirvió a sus órdenes y luego tomó el nombre de Félix, "Afortunado".
El consenso académico moderno identifica el templo con el sitio conocido como Templo B en el Largo di Torre Argentina de Roma, una rica zona arqueológica en el antiguo Campo de Marte. La construcción se habría erigido en un templum anterior generalmente identificado con el de Yuturna, y en algunos casos este espacio compartido por las deidades indica funciones complementarias. El Templo de Juturna (Templo A) fue consagrado por un antepasado de Cátulo, Cayo Lutacio Cátulo, durante la primera guerra púnica. La fama pública de la gens Lutacia se vio reforzada por la colocación de los dos templos.
Varrón da a entender que el edificio del templo (aedes) era de tipo tholos menos común, redondo como los de Hércules en el Foro Boario y el Circo Flaminio, y con una columnata. Su localización cerca de la Villa Pública facilitó la identificación de las ruinas del Área Sacra como este templo. En la descripción de Lawrence Richardson, A New Topographical Dictionary of Ancient Rome (1992):
El templo se levanta sobre un podio bajo, con una amplia escalera de acceso que se proyecta hacia el este. Los perípteros eran de dieciocho columnas corintias, los fustes de toba, y las basas y capiteles de travertino. Los muros son de hormigón revestido de opus incertum, y el podio está revestido de placas y molduras de toba.

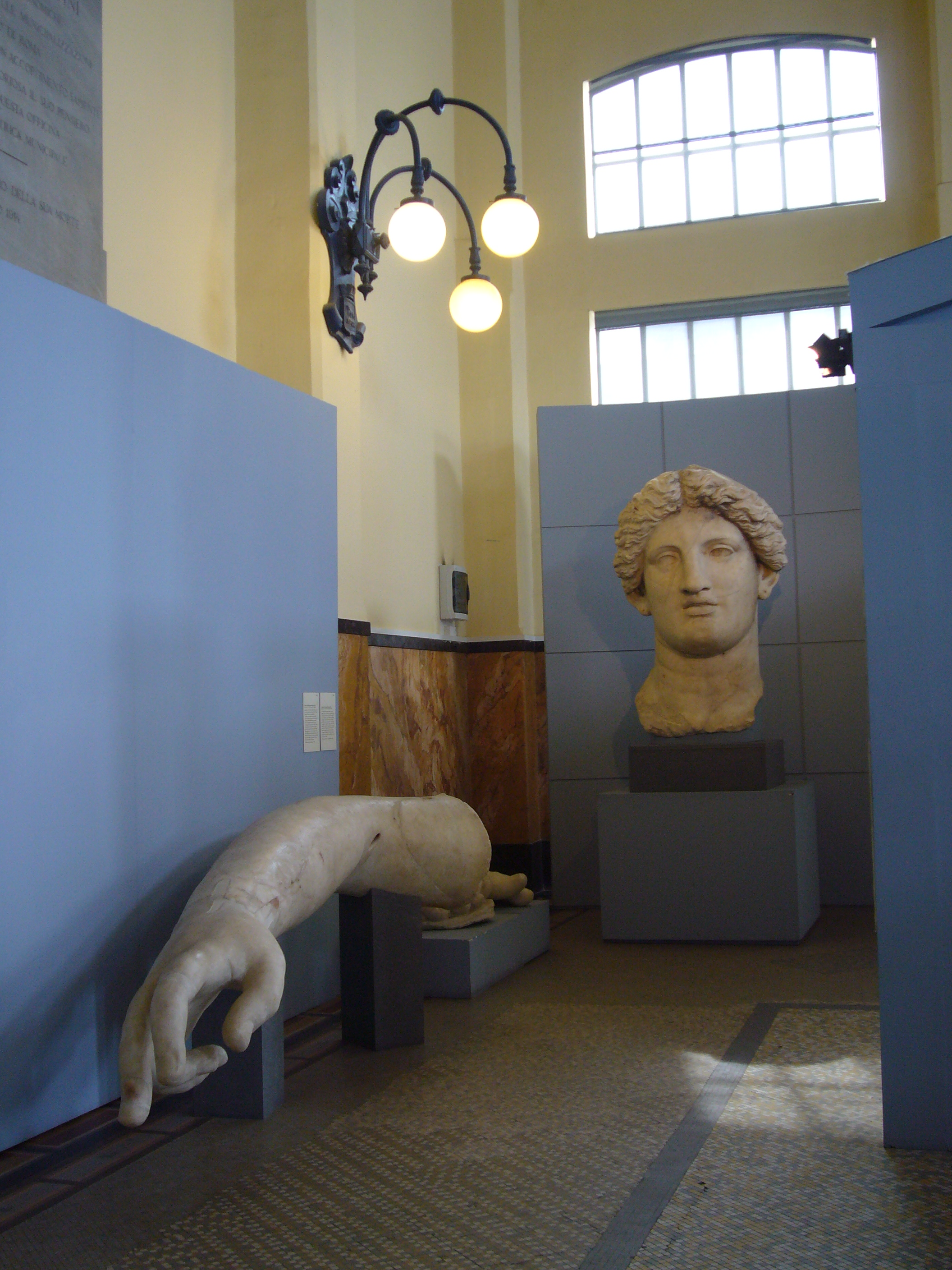
Cabeza y brazo de la colosal estatua de culto de Fortuna Huiusce Diei, en exhibición en losMuseos Capitolinos

La naos fue derribada y reconstruida en un período posterior para instalar una base "enorme" para una colosal estatua de culto.

### Estatua de culto
Se descubrió un acrolito gigante en el Área Sacra entre los templos conocidos como B y C. En el siglo I a. C., las estatuas colosales en Roma eran pocas y, con raras excepciones, representaban deidades, no personas. Con una altura de casi 8 m, el acrolito era probablemente la estatua de culto de Fortuna Huiusce Diei . Su cabeza, brazos y pies parecen estar hechos de mármol de Paros . Las cortinas eran probablemente de bronce, pero la posición de las partes de mármol fuera del templo sugiere que la estatua había sido arrastrada hacia abajo y el metal fue extraído después de que el Imperio Romano pasara a estar bajo el dominio cristiano. La comparación de la actitud de las partes sobrevivientes con otras estatuas de culto sugiere que la diosa estaba puesta de pie, pero también se han presentado argumentos a favor de una posición sentada. Las marcas en su brazo derecho sugieren que estaba sosteniendo algo, probablemente una cornucopia, un atributo común de Fortuna.

### Obras de arte
El templo albergaba una serie de estatuas de destacados escultores griegos, incluidos siete desnudos y un anciano, elaborados por Pitágoras de Samos, y tres obras atribuidas a Fidias, dos figuras drapeadas (palliata) y un desnudo colosal. Filippo Coarelli argumentó que las obras de Pitágoras representaban a los Siete contra Tebas, con Anfiarao como el anciano, aunque se ha objetado que los Siete estarían vestidos para la batalla, no desnudos. Una de las esculturas drapeadas de Fidias era una Atenea dedicada por Aemilius Paullus, un pariente más joven del general victorioso en Pidna. En 168 a. C., el general Lucio Emilio Paulo Macedónico había traído 250 carros cargados con pinturas y esculturas saqueadas, entre ellas Atenea.
En el siglo VI d. C., un templo de Fortuna en Roma tenía una réplica de piedra del paladio traído de Troya, pero dada la cantidad de templos de Fortuna, hay pocas pruebas para la opinión de algunos eruditos de que esta réplica estuviera junto a la de Fortuna Huiusce Diei.
El Templo de Fortuna Huiusce Diei estaba entre los muchos que tenían una función secundaria como museos de arte, visitados por las obras de arte que se exhibían en ellos. Cicerón recomienda este templo en particular como lugar para ver bellas artes por parte de aquellos que no son lo suficientemente ricos como para poseer colecciones. Ninguna de las obras que se cree que se exhibieron allí ha sido encontrada e identificada, con la excepción de la estatua de culto principal.

## En el calendario
El Templo de Fortuna Huiusce Diei se dedicó el 30 de julio, aniversario de la Batalla de Vercelas y el día en que Cátulo hizo su voto. Su dies natalis se celebraba anualmente con un sacrificio público para la diosa, y su lugar en el calendario oficial indica que mientras el templo era privado y patrocinado, el culto de Fortuna Huiusce Diei era parte de la religión estatal. Desde el 45 a. C. en adelante, el día festivo coincidió con el último día de los Ludi Victoriae Caesaris, los diez días de juegos (ludi) celebrados en honor a Julio César.

## Santuario palatino
Un barrio llamado Vicus Huiusce Diei sugiere un santuario a Fortuna Huiusce Diei en la Colina Palatina, pero la ausencia de cualquier otra evidencia y del nombre Fortuna deja abierta la cuestión. Pudo tratarse de un santuario privado situado en el Pórtico de Cátulo, Regio X. Una opinión minoritaria ha sostenido que se trataba de un templo anterior a Fortuna Huiusce Diei dedicado por L. Emilio Paulo Macedónico después de Pidna, y que había dedicado allí la Atenea de Fidias.

## Interpretaciones
El comparativista del siglo XIX Max Müller vio a Fortuna Huiusce Diei como la forma más antigua de Fortuna que representa la luz brillante de cada día, la "diosa de los buenos días", comparable a los Ushás védicos . El epíteto Huiusce Diei, sin embargo, no se registra en un período temprano, y William Warde Fowler, cuyo trabajo de principios del siglo XX sobre los festivales romanos sigue siendo una referencia estándar, dudaba de la caracterización de Fortuna como una diosa del amanecer . La opinión de Filippo Coarelli de que Fortuna Huiusce Diei presidía las distribuciones diarias de cereales en la ciudad no ha sido ampliamente difundida en los estudios anglófonos. 